# DB-Baureihe ET 26
Die Deutsche Bundesbahn hatte vier Triebzüge im Bestand, die zum Teil von der S-Bahn Berlin, zum Teil von der Peenemünder Schnellbahn stammten. Später waren sie als Gleichstromzüge auf der Isartalbahn im Einsatz und wurden danach für Wechselstrombetrieb mit 15 kV / 16 2/3 Hz umgebaut. Jede dieser Einheiten bestand aus einem Triebwagen und einem kurzgekuppelten Steuerwagen.
- ET/ES 26 001 ex ET/ES 182 11 – Nachkriegs-Neubau Wegmann Kassel
- ET/ES 26 002 ex ET/ES 182 01 ex Trw/Stw ?? – Peenemünder Schnellbahnwagen
- ET/ES 26 003 ex ET/ES 182 21 ex ET/EB 165 636 "Bauart Stadtbahn" – Berliner S-Bahn
- ET/ES 26 004 ex ET/ES 182 12 – Nachkriegs-Neubau Wegmann Kassel

## Einsatzgeschichte

### Werkbahn Peenemünde
Für den Verkehr zwischen dem Versuchsserienwerk der Heeresversuchsanstalt Peenemünde und einer geplanten Großsiedlung für 16.000 Einwohner baute die deutsche Wehrmacht die Bahnstrecke Zinnowitz–Peenemünde und elektrifizierte sie mit 1200 Volt Gleichspannung. Sie erhielt hierfür 15 zweiteilige Triebzugeinheiten (sogenannte Viertelzüge, Trw/Stw 01–15), die im wagenbaulichen Teil der Bauart 1939 der S-Bahn Berlin (ET/EB 167 081–211) glichen und im elektrischen Teil den Siemens-U-Bahnwagen für Buenos Aires (1500 Volt Gleichspannung) angelehnt waren. Für die Stromzuführung erhielten alle Wagen je einen Dachstromabnehmer. Von Beginn an waren die Züge – wie während des Krieges üblich – mit Abblendkappen auf den Scheinwerfern und einem separaten Tarnscheinwerfer ausgerüstet.
Bei einem Bombenangriff in der Nacht vom 17. zum 18. August 1943 wurde ein Drittel der 30 Fahrzeuge vernichtet (vier Viertelzüge und zwei Steuerwagen). Bei der Aufarbeitung sowie bei der allfälligen Lackierung erhielten die Fahrzeuge statt des beige-roten Anstrichs einen grauen Anstrich, weil keine andere Farbe verfügbar war.
Nach Ende des Zweiten Weltkrieges gelangten sieben Einheiten (14 Wagen) als Reparationsleistungen in die Sowjetunion (davon vermutlich vier Einheiten direkt von der Insel Usedom sowie nachweislich drei Einheiten, aufgefunden im Gebiet der Reichsbahndirektion Erfurt). 1952/53 wurden die Fahrzeuge an die S-Bahn Berlin zurückgegeben und dort zunächst als ET/EB 167 286–292 in die DR-Baureihe ET 167 eingereiht, aber weiterhin intern als Peenemünder bezeichnet. Mitte der 60er Jahre rüstete das Reichsbahnausbesserungswerk Schöneweide die Steuerwagen wieder mit einer Führerstandeinrichtung aus und reihte die Züge als ET/ES 166 054–060 ein.
Zu Kriegsende befanden sich im Reichsbahnausbesserungswerk Schöneweide weitere vier zum Teil stark beschädigte Peenemünder S-Bahnwagen, der Viertelzug Trw/Stw 05, Trw 02 und ein nummernmäßig unbekannter Triebwagen (eingereiht zunächst als EB 167 242, 243, 284, 285).

### Einsatz auf der Isartalbahn
Ein nach dem Krieg in der Reichsbahndirektion Nürnberg in Bayern aufgefundener Triebzug (vermutlich Trw/Stw 01) der Peenemünder Werkbahn wurde 1946 nach Änderung der elektrischen Spannung von 1200 Volt auf 750 Volt und anfangs nur geringen Anpassungen an die örtlichen Verhältnisse von der Münchener Isartalbahn übernommen und als ET/ES 182 01 auf der Strecke München Isartalbahnhof—Höllriegelskreuth-Grünwald eingesetzt. Bei einem Umbau im Jahre 1950 bei der Firma Wegmann & Co. in Kassel ersetzte man die Scharfenbergkupplung durch die übliche Zug- und Stoßeinrichtung (normale Puffer und Schraubenkupplung) und passte die elektrische Schalteinrichtung der Hamburger S-Bahn-Baureihe ET 171 an. Für Betrieb auf der bayerischen Strecke entfernte man aus den Schnellbahnwagen einige Türen und setzte in Seitenwände zusätzliche Fenster ein. (Zeichnung Fte 418.01. BZA München, dort falsch als C4 ET/ES–37 bezeichnet)
1949 ließ die Deutsche Bundesbahn (Bundesbahn-Zentralamt München) für die Isartalbahn zwei weitere Triebzüge bauen. Die beiden Viertelzüge ET/ES 182 11 und 12 fertigte die Firma Wegmann in Kassel aus vier angearbeiteten Beiwagen-Untergestellen der Berliner Bauart 1941 (EB 167 212–283, teilgeliefert 1943 bis 1944), die wegen der Zerstörung Kassels nicht vollständig ausgeliefert worden waren (Triebwagen vollständig, aber 22 Beiwagen von Wegmann fehlten).
1950 wurde der Berliner S-Bahnzug ET/EB 165 636 zum ET/ES 182 21 für die Isartalbahn umgebaut (siehe ex-Peenemünder). Dieser Zug befand sich während des Zweiten Weltkrieges bei einer niederländischen Waggonbaufirma und sollte für Berlin ausgebessert werden. Bei Kriegsende fand man ihn in der Reichsbahndirektion Köln auf.
Alle „Neubauten“ erhielten von Anfang an die Regel-Zug- und -Stoßeinrichtungen.
1955 wurde die Isartalbahn von der Deutschen Bundesbahn auf 15.000 V und 16 2/3 Hertz umgestellt, wodurch die Verwendung der Züge entfiel.

### Umbau auf Wechselstrom

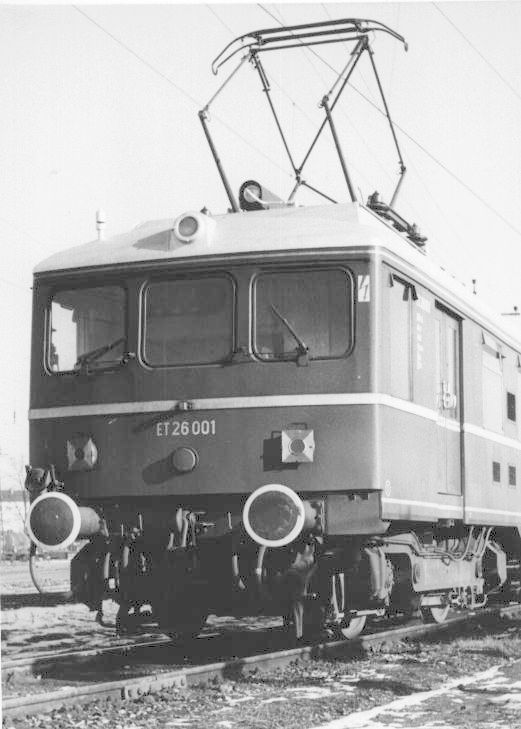
ET 26 001 im Februar 1959 in München Hbf

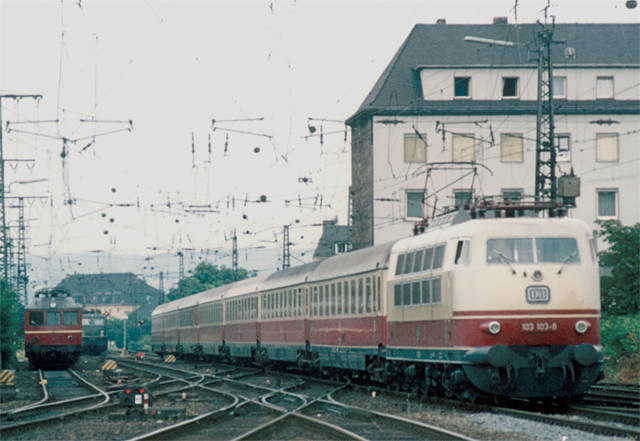
Ein 426 (links) im Hauptbahnhof Koblenz, 1975

Wegen des relativ geringen Alters der Gleichstromfahrzeuge wollte die Deutsche Bundesbahn die Züge weiterverwenden und ließ im Jahr 1956 die Fahrzeuge bei Wegmann und BBC Mannheim für den Wechselstrombetrieb (15.000 Volt 16 2/3 Hertz) umbauen. Um ein größeres Triebdrehgestell der neuen Bauart „München-Kassel“ mit je zwei Fahrmotoren aus Bestand und Reserve des von BBC-Buchliantrieb auf Tatzlagerantrieb umgebauten ET 11 01 verwenden zu können, musste der Triebwagen am Führerstandsende weitgehend umgebaut werden, was nur durch einen gekröpften Langträger (Fußboden um 200 Millimeter erhöht und Wagen um 1100 Millimeter verlängert) möglich war. Die Geschwindigkeit konnte auf 120 km/h angehoben werden. Weiterhin wurde eine mehrlösige Druckluftbremse eingebaut. Die Steuerung wurde so geändert, dass die Triebwagen im Zugverband mit Triebwagen der DR-Baureihe ET 25 gefahren werden konnten. Ein Erste-Klasse-Abteil sowie sanitäre Anlagen kamen hinzu. Das äußere Erscheinungsbild des Triebwagens änderte sich dabei erheblich.
1968 wurde die Baureihenbezeichnung in Baureihe 426 (Triebwagen) und 826.6 (Steuerwagen) geändert (nicht zu verwechseln mit der Baureihe 426 der Deutschen Bahn AG).
Die Triebwagen waren zuerst in München im Einsatz und im Bw München Hbf stationiert. Von 1972 bis 1978 waren die Triebwagen im Bahnbetriebswerk Koblenz-Mosel beheimatet. Sie befuhren überwiegend die Strecke nach Neuwied. 1978 wurden die Fahrzeuge in Koblenz ausgemustert.

## Verbleib

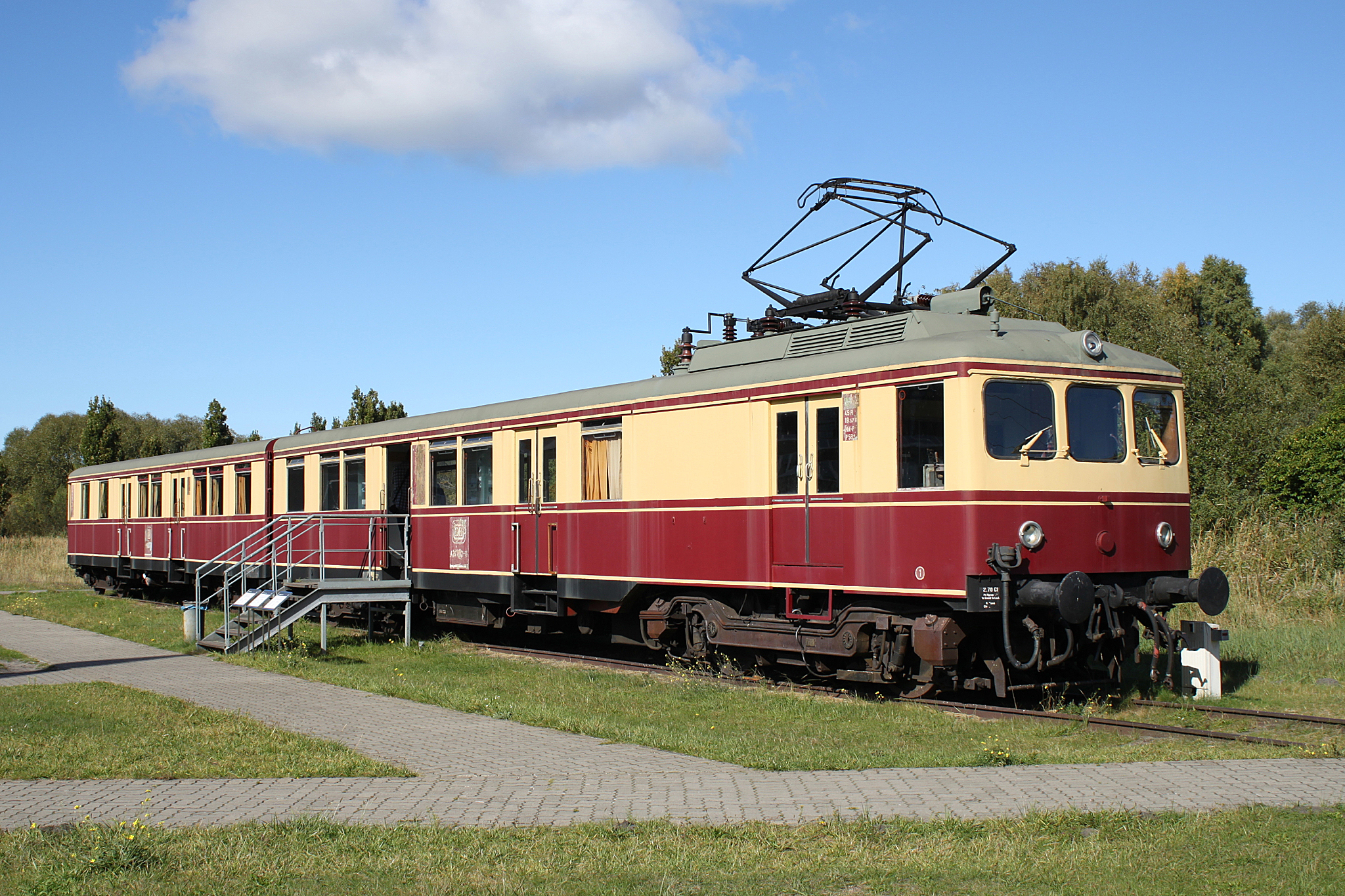
ET 26 mit Werkbahn- und stellenweiser Bundesbahnlackierung im HTM

Der ehemalige Peenemünder Triebzug 426 002/826 602 gelangte nach Außerdienststellung zur Gruppe des Bahnsozialwerks Garmisch-Partenkirchen und blieb dort erhalten. Mangels Platz im dortigen Bahnbetriebswerk verfiel der Zug, insbesondere der Steuerwagen. 2004 wurde er an das Historisch-Technische Museum in Peenemünde als Leihgabe des DB-Museums Nürnberg übergeben, auf der Schiene nach Usedom überführt und in Peenemünde aufwendig restauriert. Der Triebwagen wurde überwiegend in den Farben des Auslieferungszustandes von 1942 (Rot und Beige) lackiert, die allerdings aufgrund seines DB-Umbauzustandes unpassend sind (begründet wurde seitens des damaligen HTM mit einer sehr engen Auslegung des Denkmalschutzgesetzes in Mecklenburg-Vorpommern). Nur wenige Stellen an den Wagen sind in der weinroten Lackierung der Bundesbahnzeit (unter anderem das Hoheitszeichen der DB und die Wagennummer) erhalten geblieben.
Der Triebwagen ist als Exponat im Freigelände zu besichtigen. In einer Hälfte des Triebwagens ist eine Dokumentation über die Werkbahn und deren Fahrgäste sowie die Geschichte des Triebwagens zu sehen (die einen veralteten Stand der Forschung wiedergibt; siehe Literaturquellen Rundköpfe und Kuhlmann).